# Phường 1, Quận 11
Phường 1 là một phường thuộc Quận 11, Thành phố Hồ Chí Minh, Việt Nam.
Phường 1 có diện tích 0,27 km², dân số năm 2021 là 12.780 người,  mật độ dân số đạt 47.333 người/km².